# Robert Pattinson
Robert Douglas Thomas Pattinson (ur. 13 maja 1986 w Londynie) – brytyjski aktor filmowy i teatralny oraz muzyk i kompozytor. Światową popularność przyniosła mu rola Edwarda Cullena w filmach z serii Zmierzch.

## Wczesne lata
Jest synem Clare i Richarda Pattinsonów. Jego matka pracuje w agencji modelek, a ojciec importuje samochody z USA. Ma starsze siostry, Victorię i Elizabeth. W dzieciństwie grał w drużynach piłkarskich, jeździł na nartach i snowboardzie. Został również muzykiem: ćwiczył grę na gitarze i keyboardzie. Pattinson jest fanem, przyjacielem i współpracownikiem zespołu Death Grips; grał na gitarze w piosence „Birds” z albumu Government Plates. Ukończył Tower House School i Harrodian School w Londynie.

## Kariera

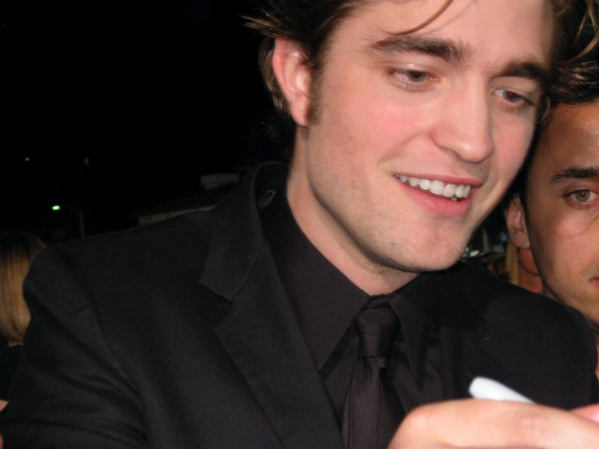
Robert Pattinson na premierze filmu Zmierzch, listopad 2008

Mając 15 lat, występował w Barnes Theatre Company, gdzie grał główną rolę George’a Gibbsa w przedstawieniu Thorntona Wildera Nasze miasto (Our Town). Zagrał potem w sztukach teatralnych: Wszystko ujdzie (Anything Goes) Cole’a Portera jako Lord Evelyn Oakleigh, Tessa d’Urberville (Tess of the D’Urbervilles) Thomasa Hardy w roli Aleca oraz Makbet Szekspira jako Malcolm na scenie OSO Arts Centre.
Podczas przygotowań do spektakli chodził na castingi do ról filmowych. Po ukończeniu szkoły średniej (Harrodian School w Londynie) zadebiutował na kinowym ekranie w melodramacie kostiumowym Targowisko próżności (Vanity Fair, 2004). Pojawił się potem w telewizyjnym dramacie sensacyjno-przygodowym fantasy Klątwa pierścienia (Ring of the Nibelungs, 2004).
Popularność przyniósł mu film Harry Potter i Czara Ognia (2005), w którym zagrał postać Cedrika Diggory’ego. Trzy lata później wystąpił w adaptacji światowego bestsellera pod tytułem Zmierzch, gdzie wcielił się w rolę Edwarda Cullena. Na ścieżce dźwiękowej tego filmu pojawiają się dwa utwory zaśpiewane przez Pattinsona: „Never Think”, napisana przez niego wspólnie z Samem Bradley, i „Let Me Sign”, autorstwa Marcusa Fostera i Bobby’ego Longa. W tym samym 2008 roku zagrał w dramacie How to Be jako Art oraz filmie Summer House, gdzie wcielił się w rolę Richarda.
Jest jednym z trzech ambasadorów GO Campaign.

## Filmografia

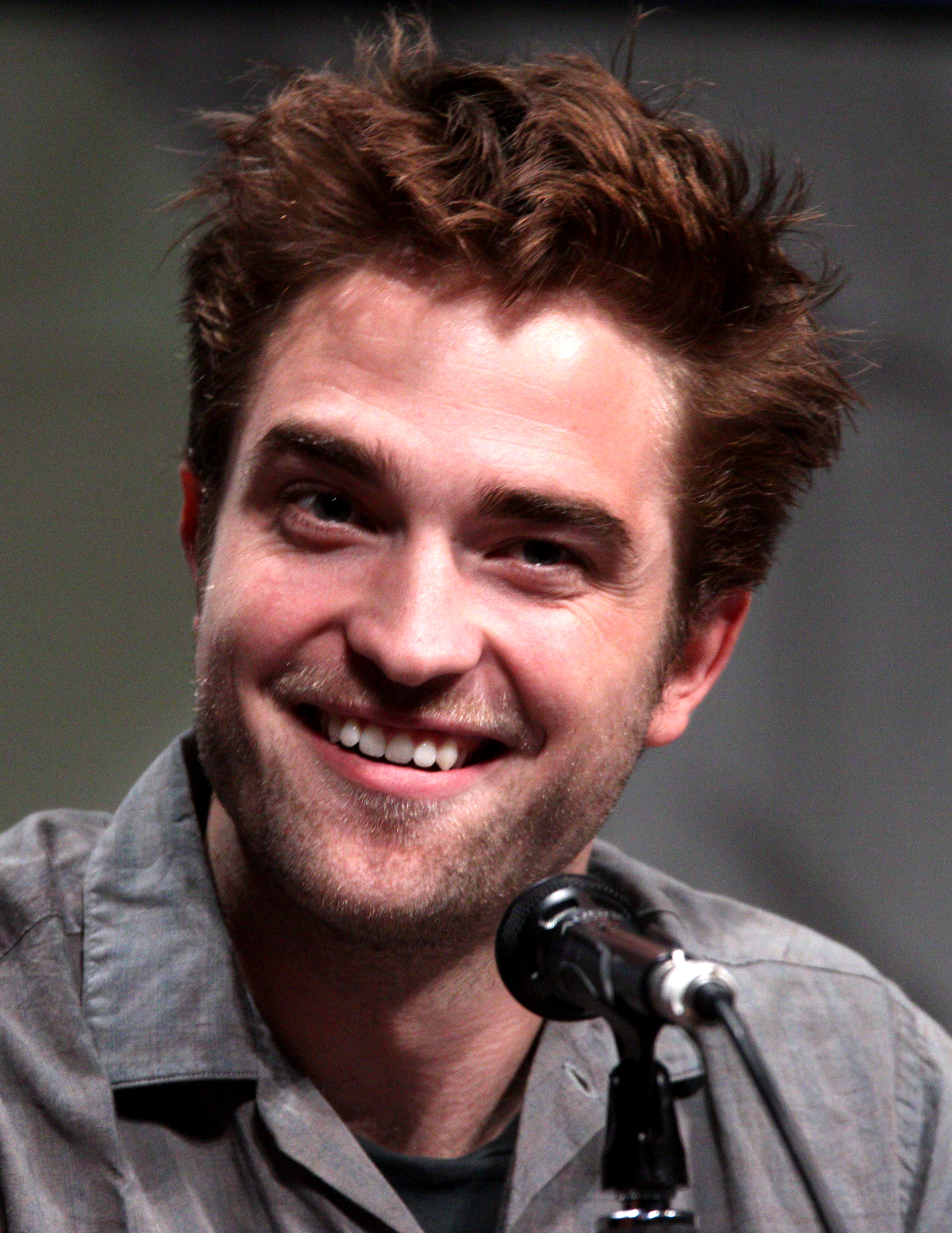
Robert Pattinson, 2012

| Rok        | Film                              | Rola                 | Uwagi                            |
| ---------- | --------------------------------- | -------------------- | -------------------------------- |
| 2004       | Vanity Fair. Targowisko próżności | Rawdy Crawley        | film                             |
| 2004       | Pierścień Nibelungów              | Giselher             | film TV                          |
| 2005       | Harry Potter i Czara Ognia        | Cedric Diggory       | film                             |
| 2006       | Haunted Airman                    | Toby Jugg            | film TV                          |
| 2007       | Harry Potter i Zakon Feniksa      | Cedric Diggory       | rola epizodyczna                 |
| 2007       | The Bad Mother's Handbook         | Daniel Gale          | film TV                          |
| 2007       | The Summer House                  | Richard              | film                             |
| 2008       | How To Be                         | Art                  | główna rola                      |
| 2008       | Zmierzch                          | Edward Cullen        | główna rola                      |
| 2009       | Popiołki                          | Salvador Dalí        | główna rola                      |
| 2009       | Saga „Zmierzch”: Księżyc w nowiu  | Edward Cullen        | główna rola                      |
| 2010       | Twój na zawsze                    | Tyler Hawkins        | główna rola producent wykonawczy |
| 2010       | Saga „Zmierzch”: Zaćmienie        | Edward Cullen        | główna rola                      |
| 2011       | Woda dla słoni                    | Jacob Jankowski      | główna rola                      |
| 2011       | Saga „Zmierzch”: Przed Świtem     | Edward Cullen        | główna rola                      |
| 2012       | Saga „Zmierzch”: Przed Świtem     | Edward Cullen        | główna rola                      |
| Cosmopolis | Eric Packer                       | główna rola          |                                  |
| Uwodziciel | Georges Duroy                     | główna rola          |                                  |
| 2014       | Mapy gwiazd                       | Jerome Fontana       | drugoplanowa rola                |
| 2014       | Włóczęga                          | Reynolds             | film                             |
| 2015       | Królowa pustyni                   | T.E Lawrence         | film                             |
| 2015       | Life                              | Dennis Stock         | główna rola                      |
| 2015       | Dzieciństwo wodza                 | Charles              | główna rola                      |
| 2016       | Zaginione miasto Z                | Henry Costin         | główna rola                      |
| 2017       | Good Time                         | Connie Nikas         | główna rola                      |
| 2018       | High Life                         | Monte                | główna rola                      |
| 2018       | Damsel                            | Samuel               | główna rola                      |
| 2018       | Idol's Eye                        | John Mendell         | główna rola                      |
| 2019       | Lighthouse                        | Ephraim Winslow      | główna rola                      |
| 2019       | Król                              | Delfin               | drugoplanowa rola                |
| 2020       | Tenet                             | Neil                 | drugoplanowa rola                |
| 2020       | Diabeł Wcielony                   | Preston Teagardin    | drugoplanowa rola                |
| 2022       | Batman                            | Bruce Wayne / Batman | główna rola                      |
| 2025       | Mickey 17                         | Mickey Barnes        | postprodukcja                    |

## Nagrody
| Rok  | Nagroda                  | Kategoria                                                          | Produkcja       | Status    |
| ---- | ------------------------ | ------------------------------------------------------------------ | --------------- | --------- |
| 2008 | Hollywood Film Festival  | Nowa twarz Hollywood                                               | –               | Wygrana   |
| 2008 | Strasbourg Film Festival | Najlepszy aktor                                                    | How to Be       | Wygrana   |
| 2009 | MTV Movie Award          | Najlepsza rola przełomowa męska                                    | Zmierzch        | Wygrana   |
| 2009 | MTV Movie Award          | Najlepszy pocałunek na ekranie z Kristen Stewart                   | Zmierzch        | Wygrana   |
| 2009 | MTV Movie Award          | Najlepsza walka z Camem Gigandet                                   | Zmierzch        | Wygrana   |
| 2009 | Empire Award             | Najlepszy debiut                                                   | –               | Nominacja |
| 2009 | Teen Choice Award        | Najlepszy aktor dramatyczny                                        | Zmierzch        | Wygrana   |
| 2009 | Teen Choice Award        | Najlepszy pocałunek z Kristen Stewart                              | Zmierzch        | Wygrana   |
| 2009 | Teen Choice Award        | Najlepsza walka z Camem Gigandet                                   | Zmierzch        | Wygrana   |
| 2009 | Teen Choice Award        | Choice Hottie – Male                                               | Zmierzch        | Wygrana   |
| 2009 | Scream Award             | Najlepszy aktor fantasy                                            | Zmierzch        | Wygrana   |
| 2009 | Scream Award             | Najlepszy debiut męski                                             | Zmierzch        | Nominacja |
| 2010 | People's Choice Award    | Ulubiony aktor                                                     | –               | Nominacja |
| 2010 | People's Choice Award    | Ulubiona drużyna na ekranie z Kristen Stewart i Taylorem Lautnerem | Zmierzch        | Wygrana   |
| 2010 | MTV Movie Award          | Najlepsza rola męska                                               | Księżyc w nowiu | Wygrana   |
| 2010 | MTV Movie Award          | Globalna supergwiazda                                              | –               | Wygrana   |
| 2010 | MTV Movie Award          | Najlepszy pocałunek na ekranie z Kristen Stewart                   | Księżyc w nowiu | Wygrana   |
| 2010 | Empire Award             | Najlepszy aktor                                                    | Księżyc w nowiu | Nominacja |
| 2010 | Teen Choice Award        | Najlepszy aktor dramatyczny                                        | Twój na zawsze  | Wygrana   |
| 2010 | Teen Choice Award        | Najlepszy pocałunek z Kristen Stewart                              | Księżyc w nowiu | Wygrana   |
| 2010 | Teen Choice Award        | Najlepsza chemia na ekranie z Kristen Stewart                      | Księżyc w nowiu | Wygrana   |
| 2010 | Teen Choice Award        | Najlepszy aktor fantasy                                            | Księżyc w nowiu | Nominacja |
| 2010 | Teen Choice Award        | Choice Hottie                                                      | Księżyc w nowiu | Nominacja |
| 2010 | Teen Choice Award        | Choice Summer Movie Star – Male                                    | Zaćmienie       | Wygrana   |
| 2010 | Scream Award             | Najlepszy aktor fantasy                                            | Zaćmienie       | Wygrana   |
| 2011 | MTV Award                | Najlepszy aktor                                                    | Zaćmienie       | Wygrana   |
| 2011 | MTV Award                | Najlepszy filmowy pocałunek z Kristen Stewart                      | Zaćmienie       | Wygrana   |
| 2011 | MTV Award                | Najlepsza scena walki z Bryce Dallas Howard i Xavier Samuel        | Zaćmienie       | Wygrana   |